# 1996 VA5
1996 VA5 är en asteroid i huvudbältet som upptäcktes den 4 november 1996 av den japanska astronomen Takeshi Urata vid Nihondaira-observatoriet.
Asteroiden har en diameter på ungefär 5 kilometer.